# Чормаган
Чормаган, Чормагун, Джурмагун (ум. 1242) — монгольский военачальник, наместник завоёванных областей Кавказа и Персии.
Происходил из племени сунит. Был оруженосцем (хорчи) Чингис-хана. По сведениям «Сокровенного сказания», во время войны с Хорезмом хан отправил его против багдадского халифа.
В 1229 году Чормаган по приказу Угэдэя выступил против хорезмшаха Джелал ад-Дина во главе 30-тысячной армии. В 1231 году он разбил хорезмшаха при Ширкебуте (Мугань).
После гибели Джелал ад-Дина (август 1231 г.) Чормаган добился покорности от правителей Фарса и Кермана, а позднее направил отряды для осады Исфахана (взят в 1235/1236). В 1231—1232 годах отдельные отряды армии Чормагана доходили до Сиваса и Малатьи, владений Конийского султана. Власть Чормагана над завоёванными в Персии территориями стала постепенно уменьшаться в связи с тем, что гражданским правителем Хорасана и Мазандерана был сначала назначен Чин-Тимур (1232/1233), а затем уйгур Коркуз (1239/1240), подчинённые которого стали взимать налоги к югу от Кавказа вместо командиров Чормагана.
В 1236 году, когда армии Бату вторглись в Восточную Европу, войска Чормагана вступили в Армению и Грузию. Была захвачена Гянджа, разорены Утик, Шамхор, Лори. Атабек Аваг, сын Иване Мхаргрдзели, правитель крепости Каен (на реке Дебед), покорился Чормагану и выступал проводником в походе к Ани, после захвата которого сдался Карс. Владетель Хачена Гасан Джалал в 1236 году выдал за него свою дочь Рузанну (Рузукан), обязался присылать дань и участвовать в походах.
В 1242 году Чормагана, разбитого параличом (по другим сведениям, умершего), сменил на посту командующего войсками нойон Байджу. Владениями Чормагана стала распоряжаться его жена — христианка Алтана-хатун. Будучи парализованным, он, тем не менее, постоянно находился при войске. «На случай его смерти было предписано великим ханом: кости его брать с собой в поход, так как при жизни удача и благоразумие сопровождали все его начинания». Один из сыновей Чормагана и Алтаны-хатун Ширамун отличился в войне ильхана Хулагу против Берке. Сообщается, что за храбрость и одержанные победы он был прозван «золотым столбом». О другом сыне Чормагана, Бора, известно, что за «злобный нрав свой» он был казнён по приказу Хулагу.